# Бас-кларинет
Бас-кларинет, скраћено Cl.B. (не мешати са Cl. in B што је скраћеница за B (Si♭) кларинет), дрвени дувачки инструмент, регистарска варијанта кларинета са звуком дубљим за октаву. Због знатне дужине цеви, само је њен средњи део прав и дрвен (као код кларинета), док су почетни и завршни део од метала и повијени, а излазни левак окренут је навише, налик на саксофон.
Звук бас-кларинета је у дубини изразито таман, а по карактеру често тајанствен или драматичан, па се на тај начин врло радо користи, нарочито у музичко-сценским делима. Извођачка техника је истоветна као на кларинету, тако да у оркестру бас-кларинет свира један од кларинетиста.